# Vasile Iorga
Vasile Iorga (n. 19 februarie 1945, Mărașu, România – d. 2003) a fost un luptător român, laureat cu bronz la München 1972.

## Carieră
Până la el, Brăila era patria boxului românesc, ca mai târziu să se vorbească mai mult de natația brăileană, de înotătoare, mai ales fete, Beatrice Coandă, Camelia Potec ori Diana Mocanu. Cei mai mulți sportivi de performanță, care s-au născut și s-au făcut cunoscuți la Brăila, au plecat apoi la cluburi puternice, mai ales din capitală, dar Vasile Iorga a rămas aici, la Mărașu, sat de pescari, de oameni ai bălții, obișnuiți cu asprimele vieții, puternici, bătăioși, tenace…luptători!
Învață clasele primare în comuna natală iar la Stăncuța gimnaziul, apoi Școala profesională Progresul din Brăila, unde va și lucra ca strungar la cunoscuta Uzină de Utilaj Greu. Antrenorul Alexandru Tătarul îi intuiește disponibilitățile de performer și-l ajută să practice sportul cel mai vechi din lume, sportul celor puternici, luptele. Acolo, la Mărașu, Vasile Iorga se mai luptase el cu flăcăii satului în…trântă: „trântă dreaptă, românească, care m-a purtat, spre disciplina luptelor libere, dar după alte reguli, după legile nescrise ale pământului”.vasile_iorga2
Muncește în uzină, se antrenează, învață la seral, unde termină liceul iar în 1977 este absolvent al Institutului pentru Educație Fizică și Sport și este un timp profesor la Școala Generală Nr.20 din Brăila. Drumul lung al performanțelor începe pentru Vasile Iorga la Campionatul Național de lupte libere, București 1968, când ocupă locul II și obține medalia de argint, ca un an mai târziu, la Brașov, să cucerească titlul de campion național. Debutul pe plan internațional este marcat de europenele de la Sofia, locul IV la categoria 78 de kilograme și în anul următor, 1969, la Berlin, cu locul III.
Palmaresul luptătorului Vasile Iorga este impresionant, pentru că este încununarea unei cariere sportive de răsunet, care a adus lauri sportului brăilean și răsunet sportului românesc, și însumează 9 titluri de campion național. Locul III și medalia de bronz la Olimpiada din 1972 de la Munchen, locul II și medalia de argint la Campionatul Mondial Universitar de la Moscova, din 1973, locul II și vicecampion mondial, la Teheran, tot în 1973, de patru ori locul II și medalii de bronz la Campionatele Mondiale din 1970, în Canada, Sofia, în 1971, Istanbul, în 1974 și Minsk, în 1975, două medalii de argint și una de bronz la trei campionate europene, ca și alte numeroase medalii cucerite în turnee internaționale din Bulgaria, Germania, Franța, Suedia, Iran…
Timp de zece ani, între 1980 – 1990, maestrul emerit al sportului, Vasile Iorga, a fost antrenorul lotului național de lupte libere și unicul selecționer pentru loturile naționale de lupte.
Vasile Iorga s-a stins din viață la 6 aprilie 2003.
Prin Hotărârea Consiliului Local Municical Nr. 46 din 29 mai 1996, sportivul Vasile Iorga a fost declarat Cetățean de Onoare al Brăilei.
Sursa: „Cetățeni de Onoare ai Brăilei” Dumitru Anghel

## Legături externe
- Vasile Iorga la Comitetul Olimpic și Sportiv Român (arhivat)
- en Vasile Iorga la Olympedia.org